# Premi Pulitzer al Servei Públic
El Premi Pulitzer al Servei Públic és una categoria establerta des de 1918, que reconeix als millors diaris amb un destacat i meritós servei públic a través de l'ús dels seus recursos periodístics, que poden incloure editorials, tires còmiques i fotografies, així com articles i reportatges.

## Guanyadors oficials
- 1917: no concedit
- 1918: The New York Times.
- 1919: Milwaukee Journal.
- 1920: no concedit
- 1921: Boston Post.
- 1922: New York World.
- 1923: Memphis Commercial Appeal pels seus reportatges sobre el Ku Klux Klan.
- 1924: New York World.
- 1925: no concedit
- 1926: Columbus Enquirer Sun.
- 1927: Canton Daily News (Ohio.
- 1928: Indianapolis Times.
- 1929: New York Evening World.
- 1930: no concedit
- 1931: Atlanta Constitution.
- 1932: Indianapolis News.
- 1934: Medford Mail Tribune (Oregon).
- 1935: The Sacramento Bee.
- 1936: Cedar Rapids Gazette.
- 1937: St. Louis Post-Dispatch.
- 1938: Bismarck Tribune.
- 1939: Miami Daily News.
- 1940: Waterbury Republican &amp; American (Connecticut).
- 1942: Los Angeles Times.
- 1943: Omaha World-Herald.
- 1944: The New York Times.
- 1945: Detroit Free Press.
- 1946: Scranton Times.
- 1947: The Baltimore Sun.
- 1948: St. Louis Post-Dispatch.
- 1949: Nebraska State Journal.
- 1950: Chicago Daily News y St. Louis Post-Dispatch.
- 1951: Miami Herald y Brooklyn Eagle.
- 1952: St. Louis Post-Dispatch.
- 1953: Whiteville News Reporter.
- 1954: Newsday.
- 1955: Columbus Ledger y Sunday Ledger-Enquirer.
- 1956: Watsonville Register-Pajaronian (California).
- 1957: Chicago Daily News.
- 1958: Arkansas Gazette.
- 1959: Utica Observer-Dispatch y Utica Daily Press.
- 1960: Los Angeles Times per les informacions sobre el tràfic de drogues.
- 1961: Amarillo Globe-Times.
- 1962: Panama City News-Herald.
- 1963: Chicago Daily News.
- 1964: St. Petersburg Times.
- 1965: Hutchinson News.
- 1966: The Boston Globe.
- 1967: Milwaukee Journal.
- 1967: Louisville Courier-Journal.
- 1968: Riverside Press-Enterprise.
- 1969: Los Angeles Times.
- 1970: Newsday.
- 1971: Winston-Salem Journal.
- 1972: The New York Times pels Pentagon Papers.
- 1973: The Washington Post.
- 1974: Newsday.
- 1975: The Boston Globe.
- 1976: Anchorage Daily News.
- 1977: Lufkin Daily News.
- 1978: The Philadelphia Inquirer.
- 1979: The Point Reyes Light.
- 1980: Gannett News Service.
- 1981: Charlotte Observer.
- 1982: Detroit News.
- 1983: Jackson Clarion-Ledger.
- 1984: Los Angeles Times.
- 1985: Fort Worth Star-Telegram.
- 1986: The Denver Post.
- 1987: Pittsburgh Press.
- 1988: Charlotte Observer.
- 1989: Anchorage Daily News.
- 1990: Washington Daily News (Washington, North Carolina).
- 1990: The Philadelphia Inquirer.
- 1991: Des Moines Register.
- 1992: The Sacramento Bee.
- 1993: Miami Herald.
- 1994: Akron Beacon Journal.
- 1995: Virgin Islands Daily News.
- 1996: The News &amp; Observer.
- 1997: New Orleans Times-Picayune.
- 1998: Grand Forks Herald.
- 1999: The Washington Post.
- 2000: The Washington Post.
- 2001: The Oregonian (Portland, Oregon).
- 2002: The New York Times.
- 2003: The Boston Globe.
- 2004: The New York Times.
- 2005: Los Angeles Times.
- 2006: Biloxi Sun Herald (Mississippi).
- 2006: New Orleans Times-Picayune.
- 2007: The Wall Street Journal.
- 2008: The Washington Post.
- 2009: Las Vegas Sun .
- 2010: Bristol Herald Courier.
- 2011: Los Angeles Times.
- 2012: The Philadelphia Inquirer.
- 2013: Sun-Sentinel (Florida del Sur).
- 2014: The Washington Post y The Guardian.
- 2015: The Post and Courier.
- 2016: Associated Press.
- 2017: New York Daily News y ProPublica.
- 2018: The New York Times y The New Yorker.
- 2019: South Florida Sun Sentinel.
- 2020: Anchorage Daily News y ProPublica.
- 2021: The New York Times, per la cobertura de la pandèmia de COVID-19.[3]
- 2022:The Washington Post per la cobertura de l'Assalt al Capitoli dels Estats Units de 2021.
- 2023: Associated Press.